# Everolimus
Everolimus ist ein Immunsuppressivum mit Makrolidstruktur (makrocyclisches Lacton). Pharmakologisch gehört Everolimus zu den mTOR-Inhibitoren und es wird als Arzneimittel in der Transplantationsmedizin und in der Onkologie eingesetzt. Die Verabreichung erfolgt oral (Einnahme).

## Wirkungsmechanismus
Everolimus ist ein Derivat des aus dem Streptomyzeten Streptomyces hygroscopicus isolierten Sirolimus (Rapamycin) und besitzt denselben Wirkungsmechanismus: Durch die Bildung eines Komplexes mit dem Protein mTOR („mammalian Target of Rapamycin“, deutsch etwa „Ziel des Rapamycin bei Säugetieren“), einer 282 kDa großen Serin/Threonin-Proteinkinase, wird dieses inaktiviert. mTOR ist Teil der beiden Proteinkomplexe mTORC1 und mTORC2, die über verschiedene Signaltransduktionswege unter anderem die Transkription und Translation diverser Proteine und damit die Proliferation vor allem von T-Lymphozyten vorantreiben. Durch die Inhibition von mTOR werden somit sowohl die Aktivierung als auch das Voranschreiten der T-Zellen von der G1-Phase in die S-Phase des Zellzyklus verhindert.

## Nebenwirkungen
Die wichtigsten Nebenwirkungen von Everolimus sind Infektionen, die vor allem durch eine Myelosuppression mit daraus folgender Leukopenie bedingt sind. Daneben stehen auch Anämien und Thrombozytopenien im Vordergrund. Weitere häufige unerwünschte Wirkungen sind Wundheilungsstörungen, Pneumonitis, Pleura- und Perikardergüsse sowie erhöhte Leberenzymwerte.

## Anwendungsgebiete
Everolimus wurde ursprünglich für die Indikation der prophylaktischen Immunsuppression nach einer Nieren- oder Herztransplantation entwickelt. Hierfür wurde in der Europäischen Union 2003 die Zulassung in Kombination mit reduziert dosiertem Cyclosporin erteilt. Nach einer weiteren Studie erhielt es auch in den USA 2009 die Zulassung für den Einsatz bei Nierentransplantation. In der Kombination mit niedrig dosierten Calcineurininhibitoren (Cyclosporin, Tacrolimus) zeigt die Substanz synergistische Effekte der Immunsuppression. Hinzu kommt, dass beim Einsatz von Everolimus nach einer Organtransplantation deutlich niedrigere Infektionsraten mit dem Cytomegalievirus auftreten.
Allerdings kann die Wundheilung verzögert sein, insbesondere bei Patienten mit einem BMI über 32. Everolimus wird in den USA unter dem Markennamen Zortress, in der EU und anderen Teilen der Welt unter dem Markennamen Certican vermarktet.
Seit dem 31. Oktober 2012 ist Everolimus auch in der Kombination mit Tacrolimus zur Verhinderung von Abstoßungsreaktionen bei Lebertransplantation zugelassen. Außerdem ist Everolimus für die Second-line-Therapie beim metastasierten Nierenzellkarzinom zugelassen, wie daneben inzwischen auch für die Behandlung des mit der Tuberösen Sklerose assoziierten subependymalen Riesenzellastrozytoms und für die Behandlung von fortgeschrittenen oder metastasierten neuroendokrinen Pankreastumoren.
Weiterhin wurden klinische Studien zum Einsatz bei Patienten mit Brustkrebs, mit Magenkrebs, mit Leberzellkrebs sowie mit malignen Lymphomen durchgeführt. Darüber hinaus wurde über die Verwendung von Everolimus bei einer refraktären chronischen Graft-versus-Host-Reaktion berichtet.
In der Kardiologie werden die anti-proliferativen Effekte des Everolimus ausgenutzt, um Wiederverengungen (Restenosen) durch eine Hyperplasie der Gefäß-Intima nach Implantation eines Stents in den Herzkranzgefäßen zu verhindern. Mit Everolimus beschichtete Stents zeigen in mehreren Studien die Ausbildung von weniger Restenosen im Vergleich zum konventionellen Metallstent. Jedoch besteht die Gefahr einer Stentthrombose, da Everolimus auch die Neubildung der Neointima verhindert und sich so über einen längeren Zeitraum Thrombozyten an dem Stent ansetzen und den Stent verschließen können.

## Handelsnamen
- Transplantationsmedizin: Certican (D, A, NL, F, u. a.), Zortress (USA)
- Onkologie: Afinitor (EU, USA), Votubia (EU)

Die Originalpräparate stammen von Novartis. Zudem gibt es Generika.